# Hobart Merritt Van Deusen
Hobart Merritt Van Deusen (20 novembre 1910 – 8 giugno 1976) è stato un naturalista statunitense.
Negli anni cinquanta, insieme a Ernst Mayr, effettuò una spedizione ornitologica sull'isola di Goodenough, al largo della Papua Nuova Guinea. Nel corso di questo viaggio, scoprì il dorcopside nero, una piccola specie forestale di canguro endemica dell'isola.